# Alfonso Javier Álvarez Izquierdo
Alfonso Javier Álvarez Izquierdo (Barcelona, España, 12 de septiembre de 1972) es un exárbitro de fútbol español de la Primera División de España. Pertenece al Comité de Árbitros de Cataluña.

## Trayectoria
Estuvo 5 temporadas en Segunda División de España, categoría en la que arbitró 101 encuentros. Debutó en Primera División de España el 10 de septiembre de 2006 en el partido Getafe Club de Fútbol contra Real Racing Club de Santander (1–0). En la temporada 2007/08 fue sonada la rueda de prensa de Bernd Schuster tras el encuentro Sevilla Fútbol Club contra Real Madrid Club de Fútbol en la que culpó a Álvarez Izquierdo de la derrota de su equipo argumentando que era catalán.
El 20 de mayo de 2018 dirigió su último partido Primera División, entre el Atlético de Madrid y el SD Eibar (2-2). Retirándose así del arbitraje de campo, ya que se incorporó como árbitro asistente de video en la misma liga. Tras dos temporadas, dejó de ser árbitro asistente de video.

## Registro de partidos
| Competición                | Partidos | Amonestado | Otorgado · Expulsado | Expulsado | Anotado · Penal |
| -------------------------- | -------- | ---------- | -------------------- | --------- | --------------- |
| Amistosos internacionales  | 1        | 3          | 0                    | 0         | 2               |
| Primera División de España | 222      | 1222       | 45                   | 36        | 57              |
| Copa del Rey               | 33       | 162        | 2                    | 10        | 7               |